# Дракон Пита
«Драко́н Пи́та» (англ. Pete’s Dragon) — полнометражный фильм студии Disney, в котором совмещаются: игровое кино с живыми актёрами и рисованная анимация, и первый фильм студии со звуком Dolby System.

## Сюжет
Преследуемые злыми приёмными родителями, мальчик-сирота Пит и его волшебный, становящийся невидимым дракон Эллиот прибывают в прибрежный город. Там их ждут удивительные приключения и новый дом.

## В ролях[2]
- Шон Маршалл — Пит
- Чарли Каллас — дракон Эллиот (голос)
- Хелен Редди — Нора
- Микки Руни — Лэмпи
- Джим Дэйл — Др. Терминус
- Ред Баттонс — Хоади
- Шелли Уинтерс — Лена Гоган
- Чарльз Тайнер — Мерл
- Гари Морган — Гровер
- Джефф Конауэй — Вилли
- Кал Бартлетт — Пол
- Джейн Кин — Мисс Тэйлор
- Джим Баскус — Мэр

## Создатели
- Художники: Джон Б. Мансбридж и Джек Мартин Смит
- Редактор: Гордон Д. Бреннер
- Художник по костюмам: Билл Томас
- Редактор звука: Раймонд Краддок
- Музыкальный редактор: Эвелин Кеннеди
- Режиссёр анимации: Дон Блут
- Художник анимации: Кен Андерсон
- Хореография: Онна Уайт
- Песни, Музыка и Лирика: Аль Каша и Джоел Хиршхорн
- Композитор, аранжировщик и дирижёр: Ирвин Костел
- Директор фотографии: Фрэнк Филлипс
- Сценарий: Малкольм Марморстин
- Экранизация произведения автора — Сетон И. Миллер и С. С. Филд
- Продюсеры: Рон Миллер, Джером Куртланд
- Режиссёр-постановщик: Дон Чеффи

## Награды
Номинации на премию «Оскар» за лучшую песню «Candle on the Water», и за лучшую запись песни к фильму или лучшую музыкальную адаптацию.
Номинация на премию «Золотой глобус» за лучший саундтрек.
Лауреат премии «Сатурн» в номинации «Лучший актёр второго плана» за роль Реда Баттонса, номинация за лучшие костюмы, спецэффекты и лучший фэнтези-фильм.

## Ремейки
В 2016 году был снят вольный ремейк фильма 1977 года — «Пит и его дракон». Главные роли в фильме исполнили Оакс Фегли и Уна Лоуренс.

## Песни
1. Заглавная тема (англ. Main Title)
2. «Самый счастливый дом в этих холмах» (англ. «The Happiest Home in These Hills»)
3. «Боп Боп Боп Боп Боп (Я тоже тебя люблю)» (англ. «Boo Bop Bop Bop Bop (I Love You, Too)»)
4. «Я видел дракона» (англ. «I Saw a Dragon»)
5. «Это не просто» (англ. «It's Not Easy»)
6. «Пассамакводди» (англ. Passamaquoddy)
7. «Свеча на воде» (англ. «Candle on the Water»)
8. «Здесь есть место для всех» (англ. «There's Room for Everyone»)
9. «Каждый маленький кусочек» (англ. Every Little Piece)
10. «День так чудесен» (англ. Brazzle Dazzle Day)
11. «Документ о продаже» (англ. «Bill of Sale»)
12. «Я видел дракона (реприза)» (англ. «I Saw a Dragon (Reprise)»)
13. «День так чудесен (реприза)» (англ. «Brazzle Dazzle Day (Reprise)»)